# Chutchawal Khawlaor
Chutchawal Khawlaor (17 de enero de 1988) es un deportista tailandés que compitió en taekwondo.
Ganó tres medallas en el Campeonato Mundial de Taekwondo entre los años 2007 y 2011, y tres medallas en el Campeonato Asiático de Taekwondo entre los años 2006 y 2012. En los Juegos Asiáticos de 2010 consiguió una medalla de oro.

## Palmarés internacional
| Campeonato Mundial  | Campeonato Mundial           | Campeonato Mundial | Campeonato Mundial |
| Año                 | Lugar                        | Medalla            | Categoría          |
| ------------------- | ---------------------------- | ------------------ | ------------------ |
| 2007                | Pekín (China)                | Medalla de plata   | –54 kg             |
| 2009                | Copenhague (Dinamarca)       | Medalla de bronce  | –54 kg             |
| 2011                | Gyeongju (Corea del Sur)     | Medalla de oro     | –54 kg             |
| Juegos Asiáticos    |                              |                    |                    |
| Año                 | Lugar                        | Medalla            | Categoría          |
| 2010                | Cantón (China)               | Medalla de oro     | –54 kg             |
| Campeonato Asiático |                              |                    |                    |
| Año                 | Lugar                        | Medalla            | Categoría          |
| 2006                | Bangkok (Tailandia)          | Medalla de oro     | –54 kg             |
| 2010                | Astaná (Kazajistán)          | Medalla de oro     | –54 kg             |
| 2012                | Ciudad Ho Chi Minh (Vietnam) | Medalla de bronce  | –54 kg             |